# Cono Norte (Lima)
El Cono Norte o Lima Norte es la subregión septentrional del área urbana de Lima Metropolitana, capital del Perú. Se refiere a la zona comprendida por 8 distritos que se ubican en el norte de la ciudad de Lima, los cuales en orden de antigüedad son: Carabayllo, Ancón, Puente Piedra, San Martín de Porres, Santa Rosa, Comas, Independencia y Los Olivos. 
Los distritos de Rímac y San Juan de Lurigancho, por sus ubicaciones, también podrían ser considerados parte de Lima Norte; sin embargo, por situaciones jurídicas, Rímac es parte de Lima Centro, y San Juan de Lurigancho, parte de Lima Este.
Lima Norte tiene una población económicamente muy variada:
- 13.5 % en el nivel de pobreza
- 38.8 % en el nivel bajo
- 47.7 % en el nivel medio.
- 0.01 % se ubica en el estrato socioeconómico más elevado.

## Extensión
Se extiende en dos ejes, uno de ellos por el noreste a todo lo largo de la cuenca del río Chillón hasta el kilómetro 40 de la carretera a Canta. Y el otro por el noroeste, hasta el kilómetro 43 de la carretera Panamericana, que abarca además parte de la cuenca del río Rímac. Se une al centro histórico de Lima, a través de estos dos ejes viales: la avenida Túpac Amaru y su prolongación, la carretera a Canta y la carretera Panamericana. Por último, existe una tercera vía, la avenida Universitaria, que sirve de conexión con los distritos de Lima, Pueblo Libre y San Miguel, distritos de Lima Centro. Su población estimada, según el censo de 2017, es de 2 465 288 habitantes.

## Etimología
El término Cono Norte fue acuñado inicialmente para distinguir los ejes de crecimiento urbano de Lima Metropolitana, además de los lugares donde se concentran las poblaciones distantes del centro residencial y comercial de la capital. Asimismo, la denominación Lima Norte es más reciente y está referida a esta misma subregión. Tanto el término Cono Norte como el de Lima Norte son ampliamente usados por la población capitalina, siendo el segundo el de mayor aceptación entre los habitantes de esta zona geográfica de la ciudad.
Según el Diccionario de la lengua española en su definición de «cono», dice en su sexta acepción:

«Sector del área metropolitana de Lima que se proyecta a partir del centro: cono norte, cono este y cono sur.»

## Límites
Norte
- Provincia de Huaral.
- Provincia de Canta.

Este
- Provincia de Huarochirí.
- San Juan de Lurigancho.

Sur
- Rímac
- Lima.

Oeste
- Provincia constitucional del Callao.
- Océano Pacífico.

## Distritos comprendidos

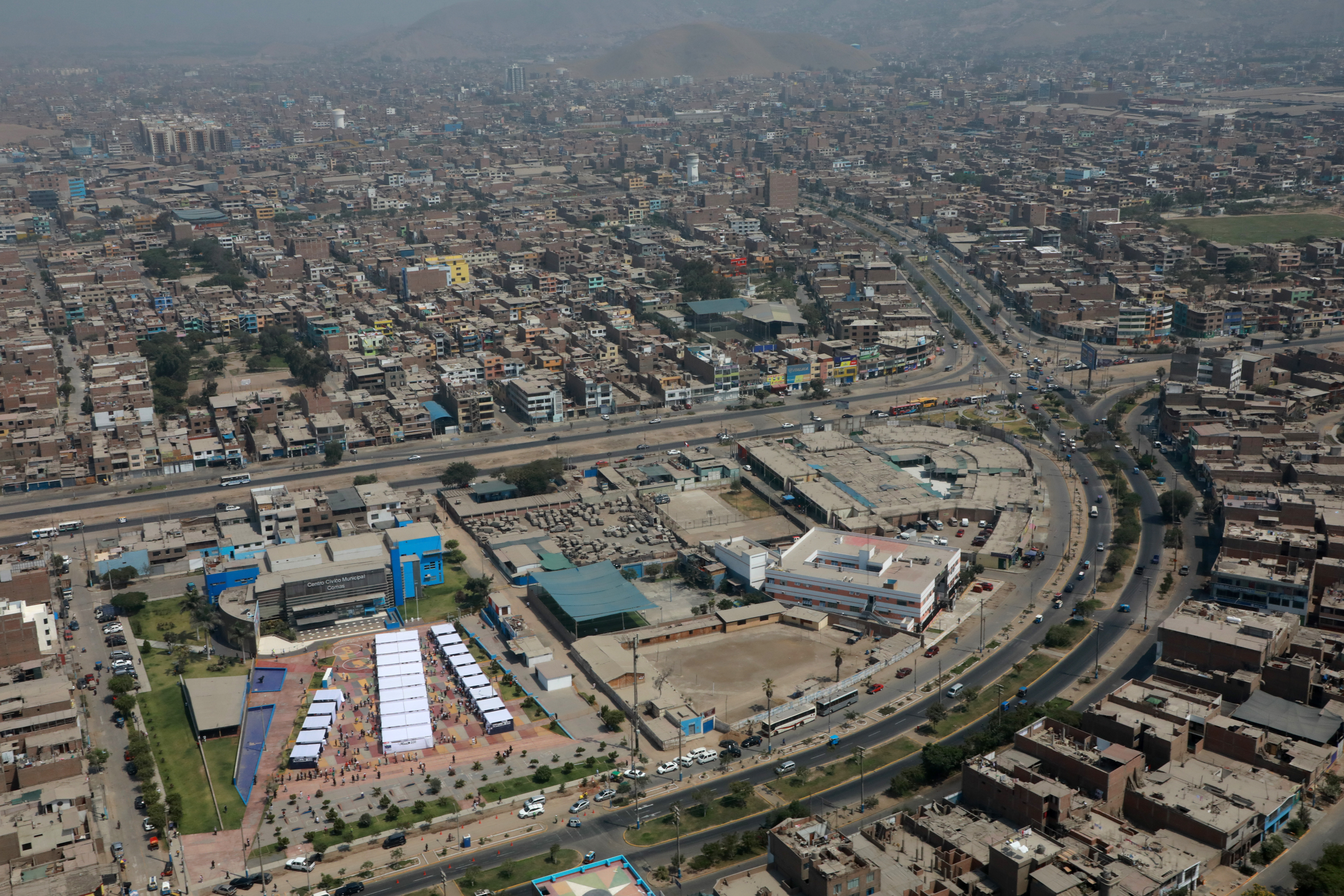
Vista aérea del distrito de Comas, situado en los cruces de las avenida Universitaria y 22 de agosto. En la parte superior, se puede apreciar el distrito de Los Olivos.

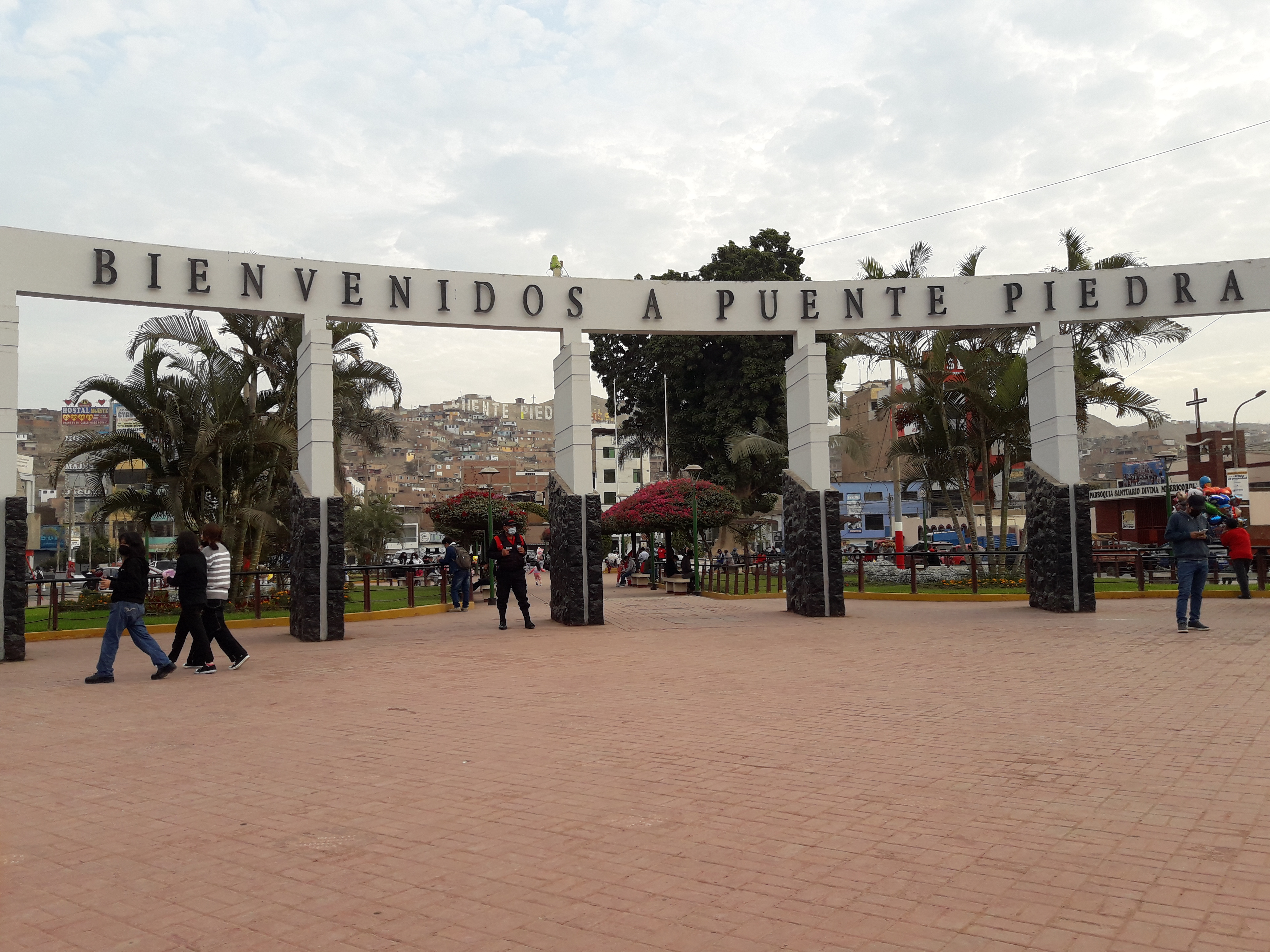
Plaza Mayor de Puente Piedra.

Lima Norte está constituido por los siguientes distritos:
- Santa Rosa
- Ancón
- Puente Piedra
- Carabayllo
- Comas
- Independencia
- Los Olivos
- San Martín de Porres

## Conflictos limítrofes
El Cono Norte o Lima Norte presenta conflictos territoriales tanto a nivel interno, entre distritos miembros, como externo, con distritos de otras zonas de Lima o provincias. La falta de demarcación territorial perjudica a los municipios, ya que los ciudadanos no saben en cuál de las jurisdicciones pagar los tributos o tramitar la licencia municipal; así como la posibilidad de realizar proyectos de inversión pública o privada. Lima Norte posee uno de los tres distritos de Lima Metropolitana con límites totalmente definidos, el distrito de Los Olivos.
Estos conflictos están a la espera de totalmente definidos, mediante un expediente técnico o consulta popular, por el Instituto Metropolitano de Planificación, la Municipalidad Metropolitana de Lima, la Presidencia del Consejo de Ministros y el Congreso de la República.

### Internos
- Comas - San Martín de Porres: en disputa de un área de 1.28 kilómetros cuadrados.[10]
- San Martín de Porres - Independencia: en disputa de un área de 2.40 kilómetros cuadrados.[10]
- Comas - Independencia: indefinición de límites en las estribaciones andinas.[11]
- Carabayllo - Comas: en disputa de 300 predios de 2 urbanizaciones.[12]
- Ancón - Santa Rosa: en disputa de 5200 predios de 4 asentamientos humanos.[11]
- Carabayllo - Puente Piedra: en disputa de 6000 predios de 4 poblaciones.[11]

### Externos
- San Martín de Porres - Callao (provincia constitucional del Callao): en disputa de una longitud de 11 kilómetros lineales.[13]
- Independencia - Rímac (distrito de Lima Centro): indefinición de límites en las estribaciones andinas.[10]
- Ancón, Puente Piedra, San Martín de Porres y Santa Rosa - Ventanilla (provincia constitucional del Callao): saneado mediante la Ley N° 30196.[14]
- Ancón y Carabayllo - Huamantanga y Santa Rosa de Quives (provincia de Canta): saneado mediante la Ley N° 30238[15][16]

## Demografía
La población de Lima Norte por distrito es la siguiente:
| Distrito             | Población 2017 | Población 2024 | IDH 2019     |
| -------------------- | -------------- | -------------- | ------------ |
| Santa Rosa           | 27,863         | 43,803         | 0.6606 Medio |
| Ancón                | 62,928         | 95,239         | 0.6689 Medio |
| Puente Piedra        | 329,675        | 419,979        | 0.6633 Medio |
| Carabayllo           | 333,045        | 432,406        | 0.6499 Medio |
| Comas                | 520,450        | 602,790        | 0.7219 Alto  |
| Independencia        | 211,360        | 230,408        | 0.6853 Medio |
| Los Olivos           | 325,884        | 367,905        | 0.7585 Alto  |
| San Martín de Porres | 654,083        | 799,395        | 0.7420 Alto  |
| Total                | 2,465,288      | 2,991,925      | 0.6930 Medio |

## Historia
El Cono Norte tiene un pasado milenario. En los distritos de Carabayllo, San Martín de Porres e Independencia todavía se conservan restos arqueológicos del Período Formativo Temprano, unos 3500 años a. C. 
Algunas de las manifestaciones culturales más antiguas del Cono Norte pueden verse en: 
- Museo de Carabayllo[20]
- Templo Ceremonial Pampa de Cueva[21][22]
- El Hombre de Chivateros
- Museo de Ancón[23]
- Huaca El Paraíso

## Geografía física
Lima Norte tiene una geografía relativamente poco variada, que se inicia en las últimas estribaciones andinas en su parte oriental. Asimismo, hay presencia de campos de cultivo, producto de la presencia del valle del río Chillón ubicado en los distritos de Carabayllo, Puente Piedra, Comas, Los Olivos y San Martín de Porres. Al norte de la región se ubica el litoral y sus dos principales balnearios de la zona: Ancón y Santa Rosa. 
Se ubica entre los 200 y 300 m s. n. m., lo cual lo hace estar a más altura que el centro de Lima. Su temperatura media es de 22 grados, con un mínimo de 14 en invierno y un máximo de 30 en verano. Su humedad promedio del año es de casi 86%, aunque en invierno llega hasta el 95% producto de la presencia de las neblinas.

## Principales vías de conexión local
- Avenida Universitaria, desde Carabayllo hasta San Miguel (distrito de Lima Centro).
- Avenida Túpac Amaru, desde Carabayllo hasta Rímac.
- Avenida Alfredo Mendiola (Panamericana Norte).
- Avenida Naranjal, distritos de Independencia, Los Olivos y San Martín de Porres.
- Avenida Los Alisos, distritos de Independencia, Los Olivos y San Martín de Porres.
- Avenida Carlos Izaguirre, distritos de Independencia, Los Olivos y San Martín de Porres.
- Avenida Las Palmeras, distrito de Los Olivos.
- Avenida Antúnez de Mayolo, distrito de Los Olivos.
- Avenida San Felipe, distrito de Comas.
- Avenida José Granda, distrito de San Martín de Porres.
- Avenida Tomás Valle, distritos de Independencia y San Martín de Porres.
- Avenida Eduardo de Habich, distrito de San Martín de Porres.
- Avenida Los Próceres de Huandoy, distrito de Los Olivos y San Martín de Porres.
- Avenida México, distrito de Comas.
- Avenida Víctor Andrés Belaúnde, distrito de Comas.
- Avenida Los Pinos, distrito de Puente Piedra.
- Avenida San Juan de Dios, distrito de Puente Piedra.
- Avenida Angélica Gamarra, distritos de Los Olivos y San Martín de Porres.
- Avenida Perú, distrito de San Martín de Porres.
- Avenida Lima, distrito de San Martín de Porres.
- Avenida Santa Rosa, distrito de Santa Rosa.
- Avenida Bertello, distrito de Santa Rosa.

## Crecimiento económico y desarrollo

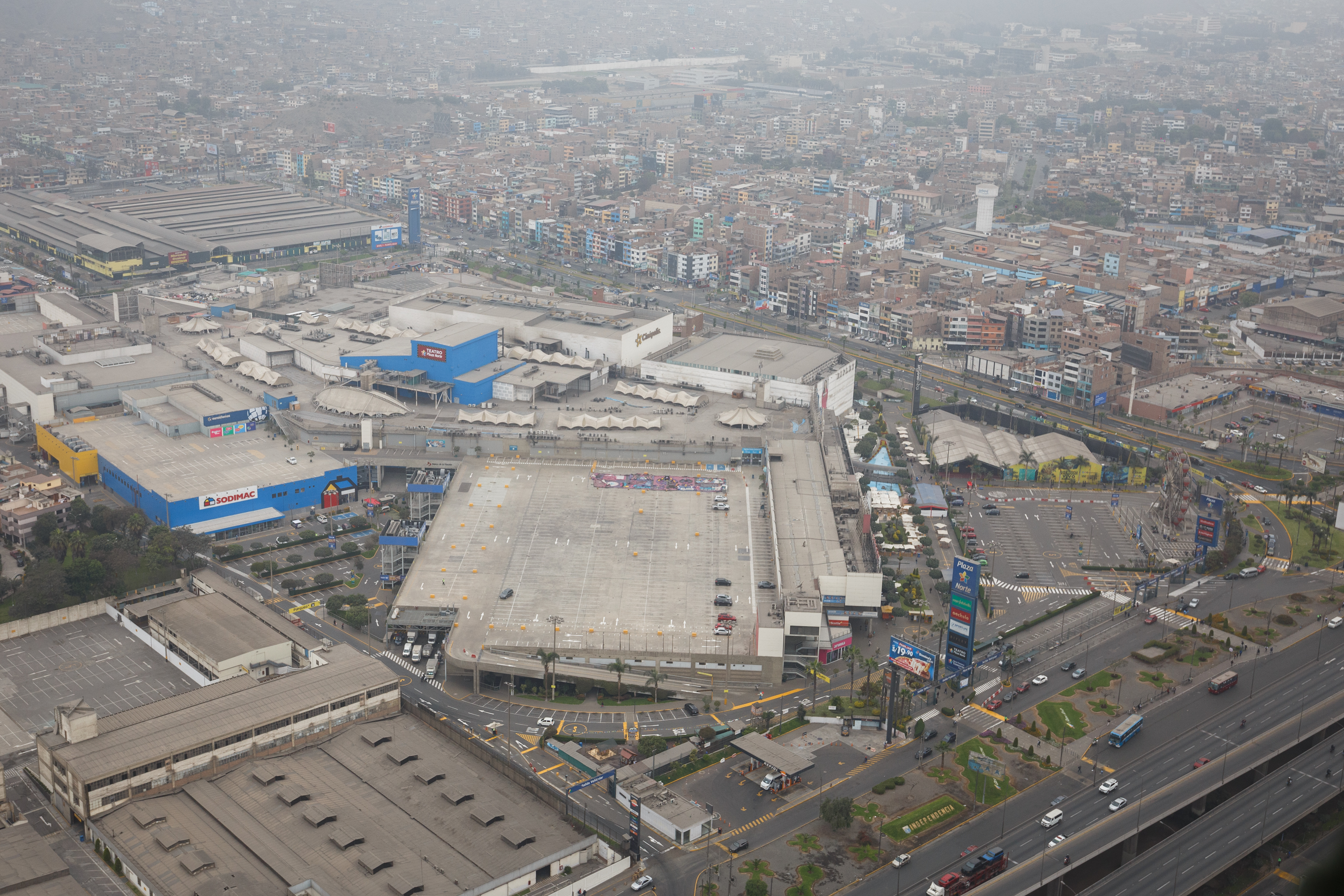
Vista aérea de Plaza Norte.

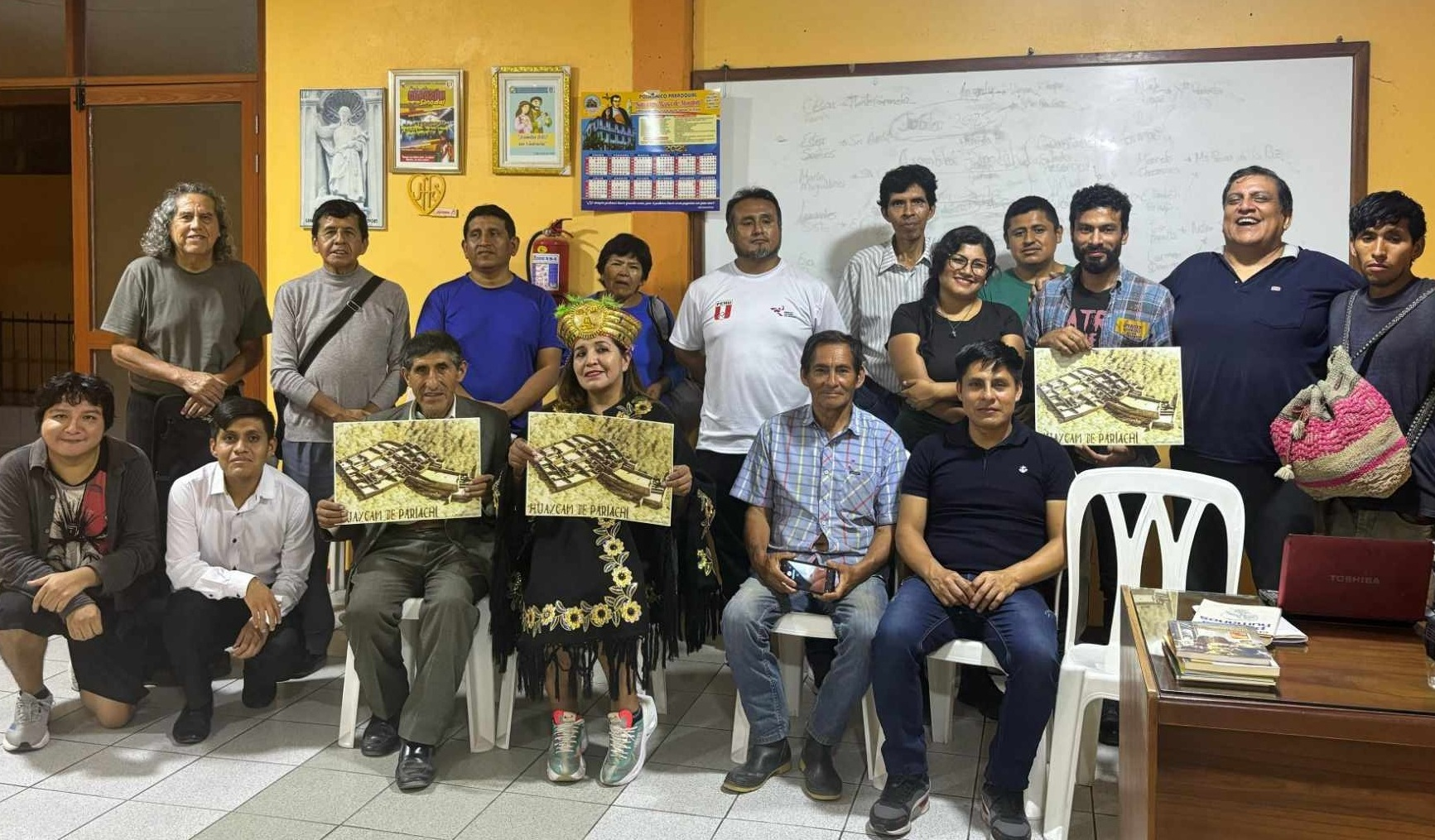
Eventos culturales: Miércoles Culturales de Lima Norte

Previamente, Lima Norte era una zona de haciendas y latifundios propiedad de las familias más poderosas del Perú. Luego comenzó a gestarse construcciones de viviendas para la residencia de verano de la gente de la clase alta limeña, en los balnearios de Ancón y Santa Rosa, distritos que incluso albergan, en la actualidad, las sedes de playa de los clubes de la Unión, Nacional y el Yacht Club. Tras la Reforma Agraria y la migración interna comenzó la urbanización de la zona.
Entre 1940 y 1998, sufrió un exponencial crecimiento de población, con un récord de 110 veces en 58 años.
Lima Norte ha adquirido mayor notoriedad dado su incremento económico a partir de 2001, con la apertura del Royal Plaza y el ingreso de franquicias extranjeras a la zona. Prueba de ello, es que los distritos de Los Olivos y San Martín de Porres han elevado sus categorías de sectores socioeconómicos C y D hacia B y C, respectivamente.
Los distritos de Independencia, Los Olivos y San Martín de Porres, poseen la mayor cantidad de servicios en la zona. La zona también posee gran cantidad de centros educativos como: la Universidad Peruana Cayetano Heredia, la Universidad Continental, la Universidad César Vallejo, la Universidad Privada del Norte, la Universidad Católica Sedes Sapientiae, la Universidad Nacional de Ingeniería, etc.
Este crecimiento se refleja en la gran cantidad de negocios que se han desarrollado en los alrededores del centro comercial Mega Plaza, considerado uno de los más grandes y prósperos de Lima. Asimismo, se ubica el centro comercial Plaza Norte, el más grande construido en el Perú y uno de los más grandes de Latinoamérica.
Un nuevo eje de desarrollo económico se viene gestando en el distrito de Puente Piedra, donde el comercio crece aceleradamente.

## Religiosidad
En Lima Norte existen numerosos grupos y movimientos católicos. En el distrito de Comas se realiza el vía crucis más tradicional de todo Lima Metropolitana, es una representación teatral muy realista de la pasión y muerte de Jesucristo.
Por tener una población mayoritariamente de origen provinciano, rinde veneración a diferentes imágenes religiosas provenientes de distintas partes del país, pero también se han formado hermandades para rendir culto a imágenes de tradición limeña tales como 'El Señor de los Milagros', que cuenta con varias hermandades en cada uno de los distritos, otra imagen local a la cual se rinde culto es 'El Señor de Huamantanga' el cual cuenta con varias hermandades que peregrinan hasta la cercana sierra de Canta.